# Mugoša
Mugoša je priimek več oseb:
- Andrija Mugoša, črnogorski častnik in politik
- Dušan Mugoša, črnogorski general in politik
- Ilija Mugoša, črnogorski general